# Leucauge bituberculata
Leucauge bituberculata är en spindelart som beskrevs av Léon Baert 1987. Leucauge bituberculata ingår i släktet Leucauge och familjen käkspindlar. Inga underarter finns listade i Catalogue of Life.